# Костурница палих бораца таковског краја
Костурница палих бораца таковског краја у Другом светском рату налази се у оквиру Спомен-парка Брдо мира у Горњем Милановцу.
Костурница бораца таковског краја изграђена је 1956. године на месту где су сахрањени неки од народних хероја и бораца Друге пролетерске бригаде и Чачанског партизанског одреда.
Заједно са костурницом црвеноармејаца која је изграђена 1962. године, чини једну целину са идетичним споменицима и са заједничком оградом од топовских граната повезаних ланцима.
Споменик над костурницом је озидан од црвених гранитних грубо тесаник квадера, у виду обрнуте зарубљене пирамиде, са спомен плочом од белог мермера са именима сахрањених бораца.  